# Tabanus sabuletorum
Tabanus sabuletorum är en tvåvingeart som beskrevs av Friedrich Hermann Loew 1874. Tabanus sabuletorum ingår i släktet Tabanus och familjen bromsar. Inga underarter finns listade i Catalogue of Life.